# 고흥 구 소록도갱생원 등대
고흥 구 소록도갱생원 등대는 대한민국 전라남도 고흥군 도양읍 소록리에 있는 일제강점기의 등대이다. 2004년 2월 6일 대한민국의 국가등록문화재 제72호로 지정되었다.

## 개요
1937년에 건립되었다.
이 등대는 한센병 환자들의 강제 노동으로 지어졌다. 지금은 사용되지 않는 무인 등대이지만 건립 당시는 녹동항으로 가는 배들의 길잡이 노릇을 한 시설물로, 일제에 의한 인권 유린의 현장을 보여준다.

## 같이 보기
- 녹동항

## 참고 자료
- 고흥 구 소록도갱생원 등대 - 국가유산청 국가유산포털